# Martin Disler
Martin Disler (Seewen, 1 maart 1949 - Genève, 27 augustus 1996) was een Zwitsers, autodidactisch kunstschilder en tekenaar. Daarnaast maakte hij grafiek en sculpturen. In de laatste jaren voor zijn plotselinge overlijden, als gevolg van een hersenbloeding, koesterde hij de ambitie fulltime schrijver/dichter te worden.

## Schilderkunst
Zijn werkproces vergeleek Martin Disler, terecht of niet, met dat van Jackson Pollock: hij pepte zichzelf op tot een bepaalde roestoestand, door middel van bijvoorbeeld muziek of drank; een "hallucinatie waaruit het schilderij ontstaat". De schilderijen en tekeningen, regelmatig gemaakt met meerdere materialen (zoals acrylverf, inkt en houtskool), kenmerken zich door beweging en vaart. Wat in deze werken afgebeeld wordt, is zowel gebaar en beweging als vorm, die meer suggestief dan beschrijvend is - een haakse lijn is een arm, een snelle kwaststreek een been. De meestal menselijke vormen maken deel uit van een dynamisch geheel dat onrustig en desoriënterend is. Belangrijke thema's zijn seksualiteit, geweld, angst, liefde en dood.
Zijn werk maakte deel uit van de Documenta 7 in 1982. Disler werd gerekend tot De Nieuwe Wilden van de jaren tachtig. Het werk heeft sterke banden met het expressionisme.
Hij werkte onder andere samen met Agnes Barmettler, Irene Grundel, Aldo Crommerlynck en Helmut M. Federle. Disler heeft veel gereisd, onder meer naar New York, Parijs, Italië, en ook heeft hij een tijd in Harlingen gewoond.

## Tentoonstellingen (selectie)
- 1982 Documenta 7, Kassel
- 1983 Stedelijk Museum, Amsterdam
- 1983 Museum für Gegenwartskunst Hamburg
- 1983 Tekeningen 1968-1983, Groninger Museum, Groningen
- 1992 Museum für Gegenwartskunst Basel
- 1995 Skulpturen 1985-95, Kunsthalle Emden

## Prijzen
- 1985 Bremer Kunstpreis
- 1987 Prijs voor jonge Zwitserse kunst van het Zürcher Kunstgesellschaft